# Ajmak północnochangajski
Ajmak północnochangajski (mong. Архангай аймаг) – jeden z 21 ajmaków w Mongolii, znajdujący się w centralnej części kraju. Stolicą ajmaku jest Cecerleg, znajdujący się 468 km na zachód od stolicy kraju Ułan Bator.
Utworzony w 1931 roku ajmak obejmuje tereny położone na północnych stokach pasma Changaj. Jego powierzchnia wynosi 55 313,82 km². Dzieli się na 19 somonów. Podstawą gospodarki jest wydobycie węgla, żelaza oraz kamieni szlachetnych. Rolnictwo oparte na hodowli bydła, koni i owiec oraz uprawie zbóż i warzyw (przede wszystkim ziemniaków).
| 1935    | 1944  | 1956  | 1963  | 1969  | 1979  | 1989  | 2000  | 2010  | 2013  |
| ------- | ----- | ----- | ----- | ----- | ----- | ----- | ----- | ----- | ----- |
| 115613* | 64907 | 60300 | 63449 | 72301 | 77464 | 84517 | 97004 | 84862 | 85654 |

- * razem z przyszłym ajmakiem bajanchongorskim.

## Podział administracyjny
| Somon        | Mongolski    | Liczba ludności (2010) | Powierzchnia km² | Mapa |
| ------------ | ------------ | ---------------------- | ---------------- | ---- |
| Batcengel    | Батцэнгэл    | 3289                   | 3536,53          | 2    |
| Bulgan       | Булган       | 2172                   | 3204,07          | 3    |
| Czuluut      | Чулуут       | 3514                   | 3927,54          | 18   |
| Erdenbulgan* | Эрдэнэбулган | 20619                  | 15,38            | 1    |
| Erdenmandal  | Эрдэнэмандал | 5153                   | 3363,30          | 19   |
| Ichtamir     | Ихтамир      | 4940                   | 4846,58          | 5    |
| Dżarglant    | Жаргалант    | 4076                   | 2832,78          | 4    |
| Chajrchan    | Хайрхан      | 3343                   | 2544,30          | 11   |
| Changaj      | Хангай       | 2825                   | 4384,62          | 12   |
| Chaszaat     | Хашаат       | 2820                   | 2585,24          | 13   |
| Chotont      | Хотонт       | 3885                   | 2417,40          | 14   |
| Ögij nuur    | Өгий нуур    | 2595                   | 1686,48          | 6    |
| Öldzijt      | Өлзийт       | 2831                   | 1720,37          | 7    |
| Öndör-Ulaan  | Өндөр-Улаан  | 5028                   | 4394,01          | 8    |
| Tariat       | Тариат       | 4226                   | 3477,30          | 9    |
| Tüwszrüülech | Түвшрүүлэх   | 2529                   | 1189,58          | 10   |
| Cachir       | Цахир        | 2046                   | 3398,00          | 15   |
| Cencher      | Цэнхэр       | 4692                   | 3223,04          | 16   |
| Cecerleg     | Цэцэрлэг     | 3495                   | 2567,30          | 17   |

- * ten somon tworzy miasto Cecerleg (stolica ajmaku)

## Galeria

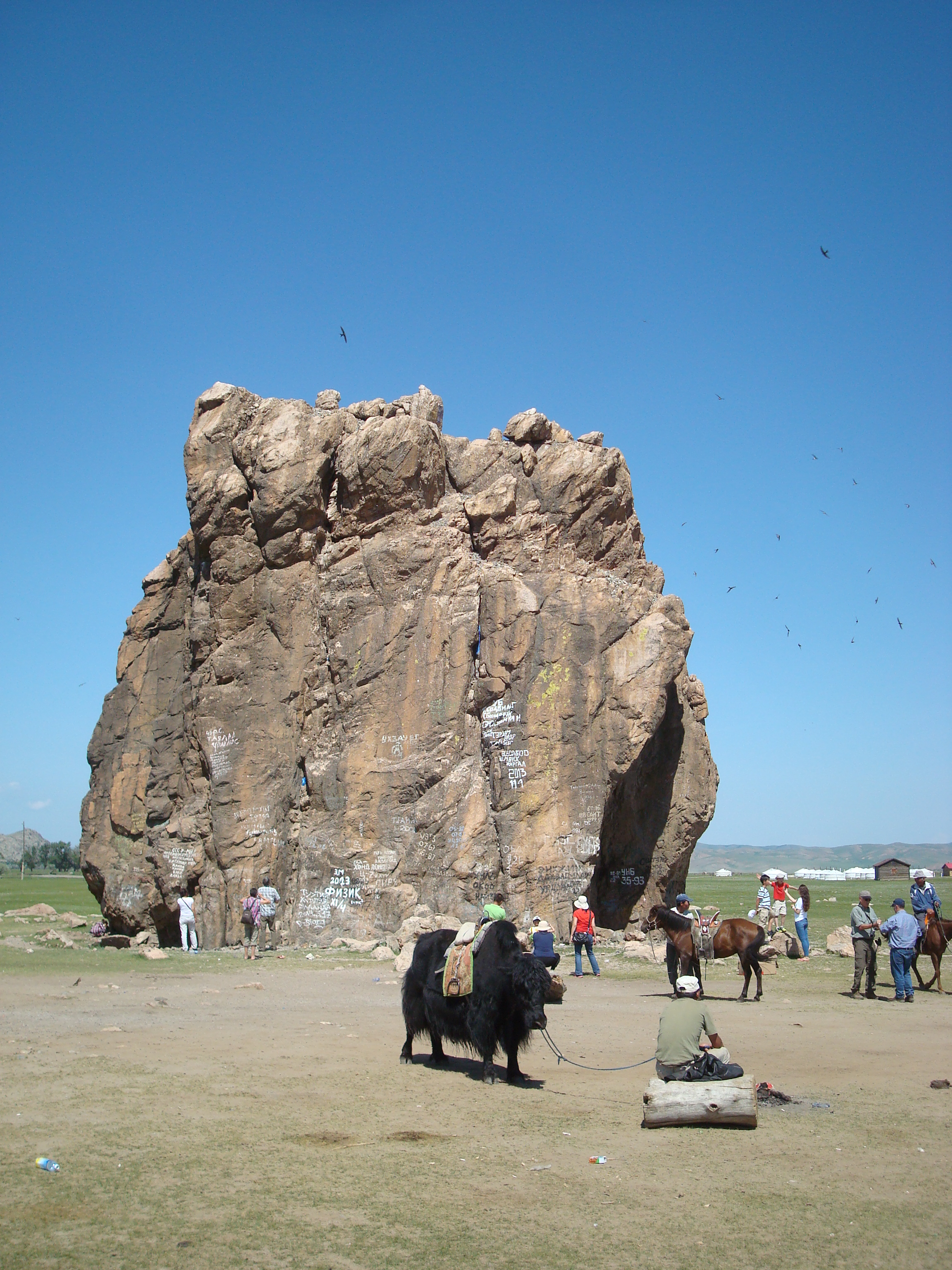
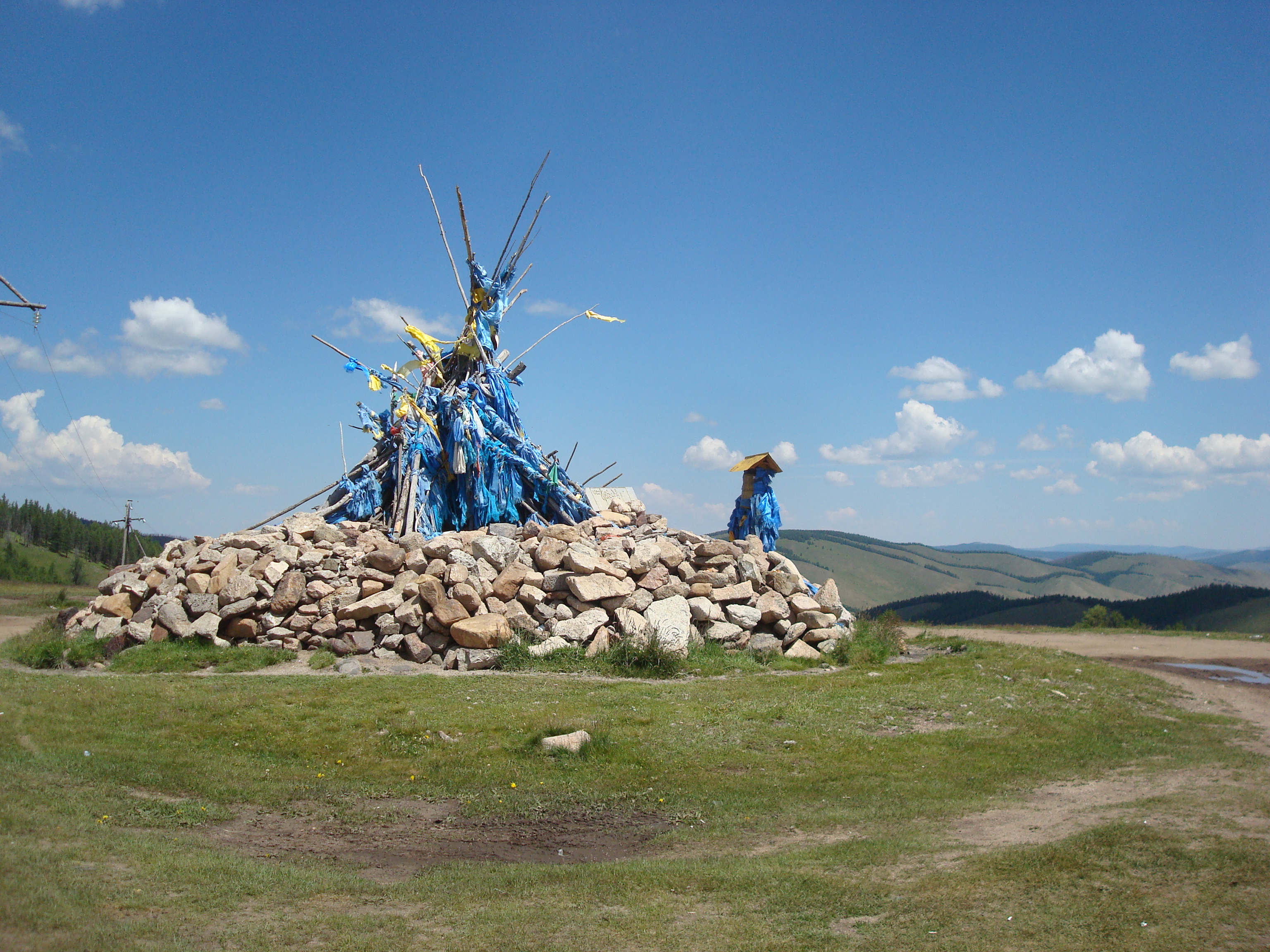
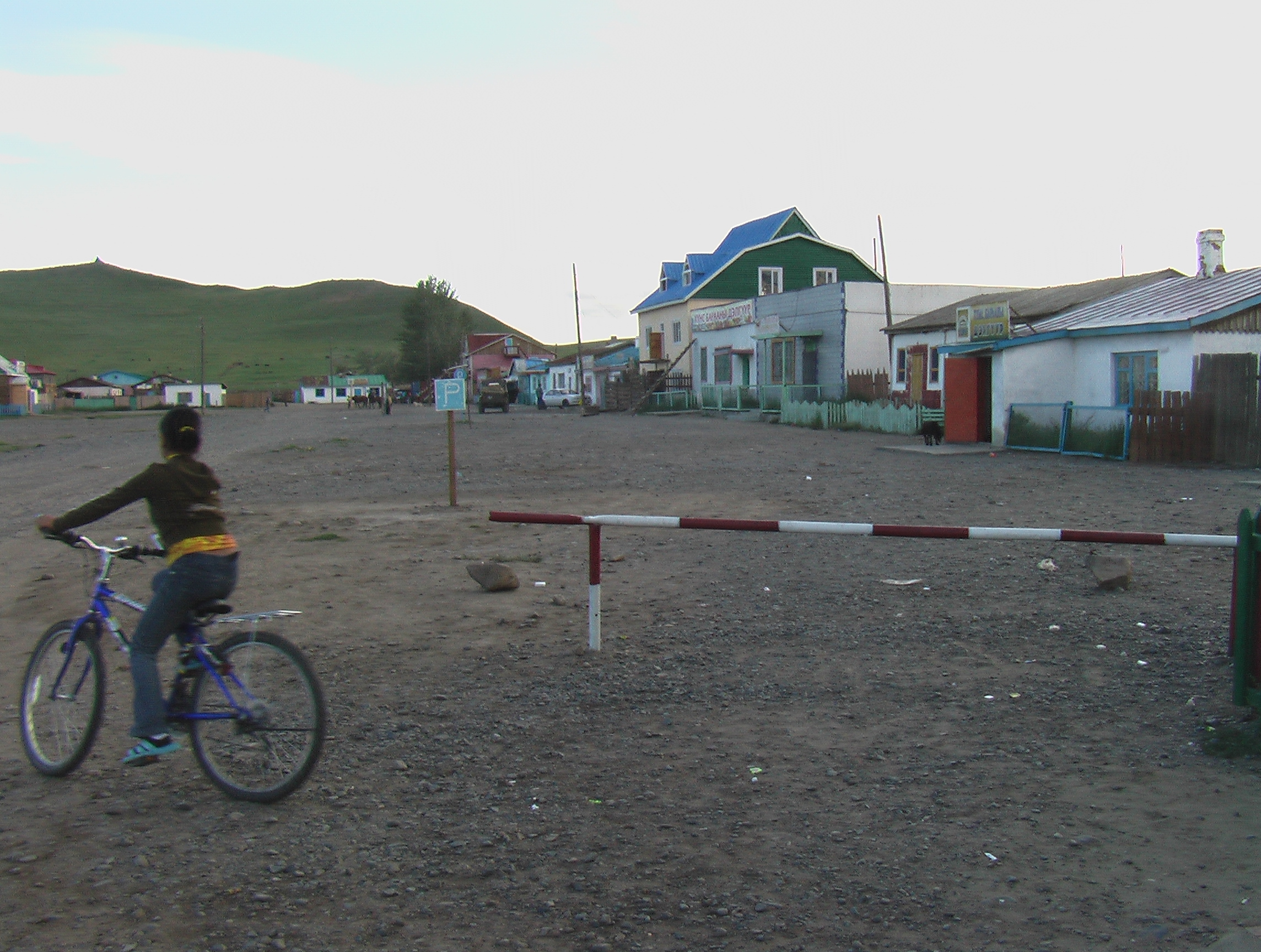
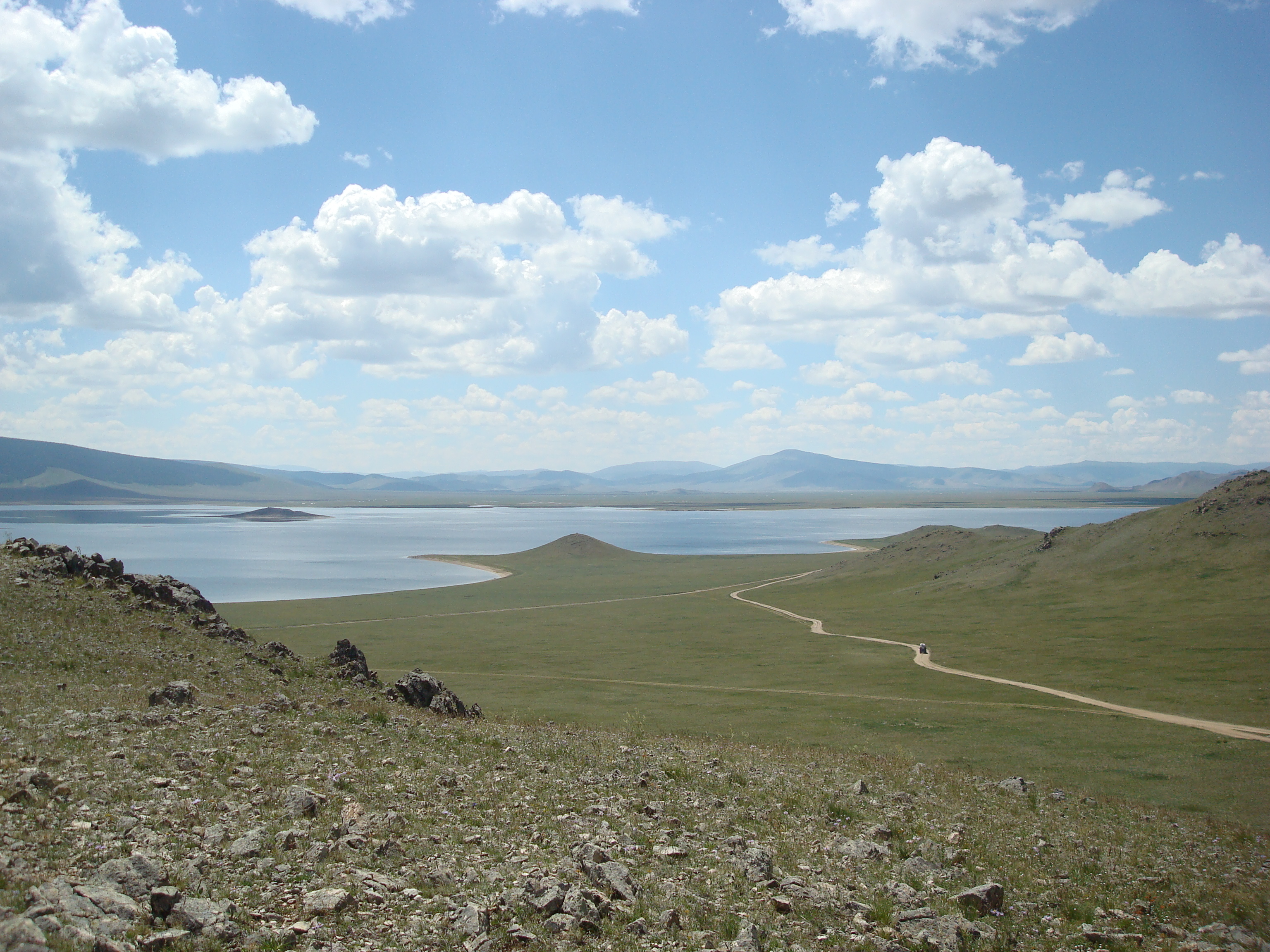
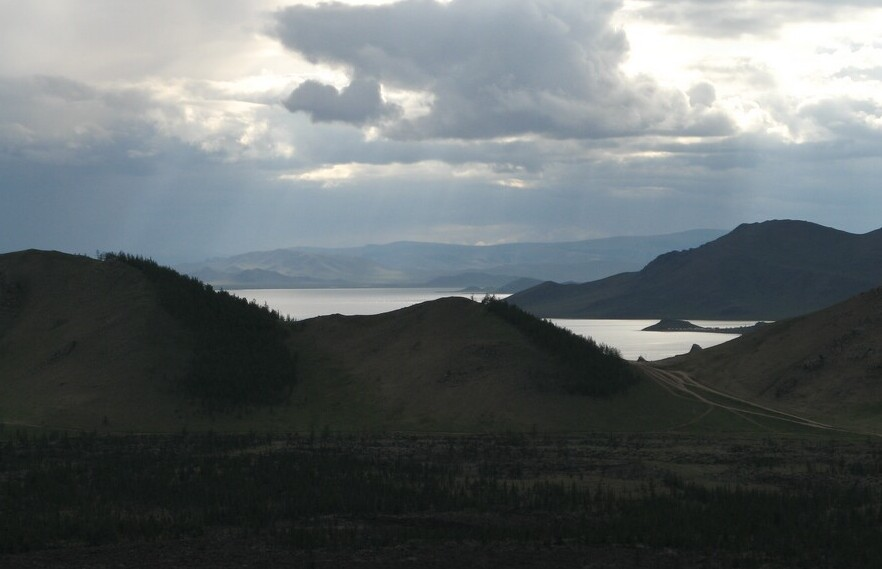
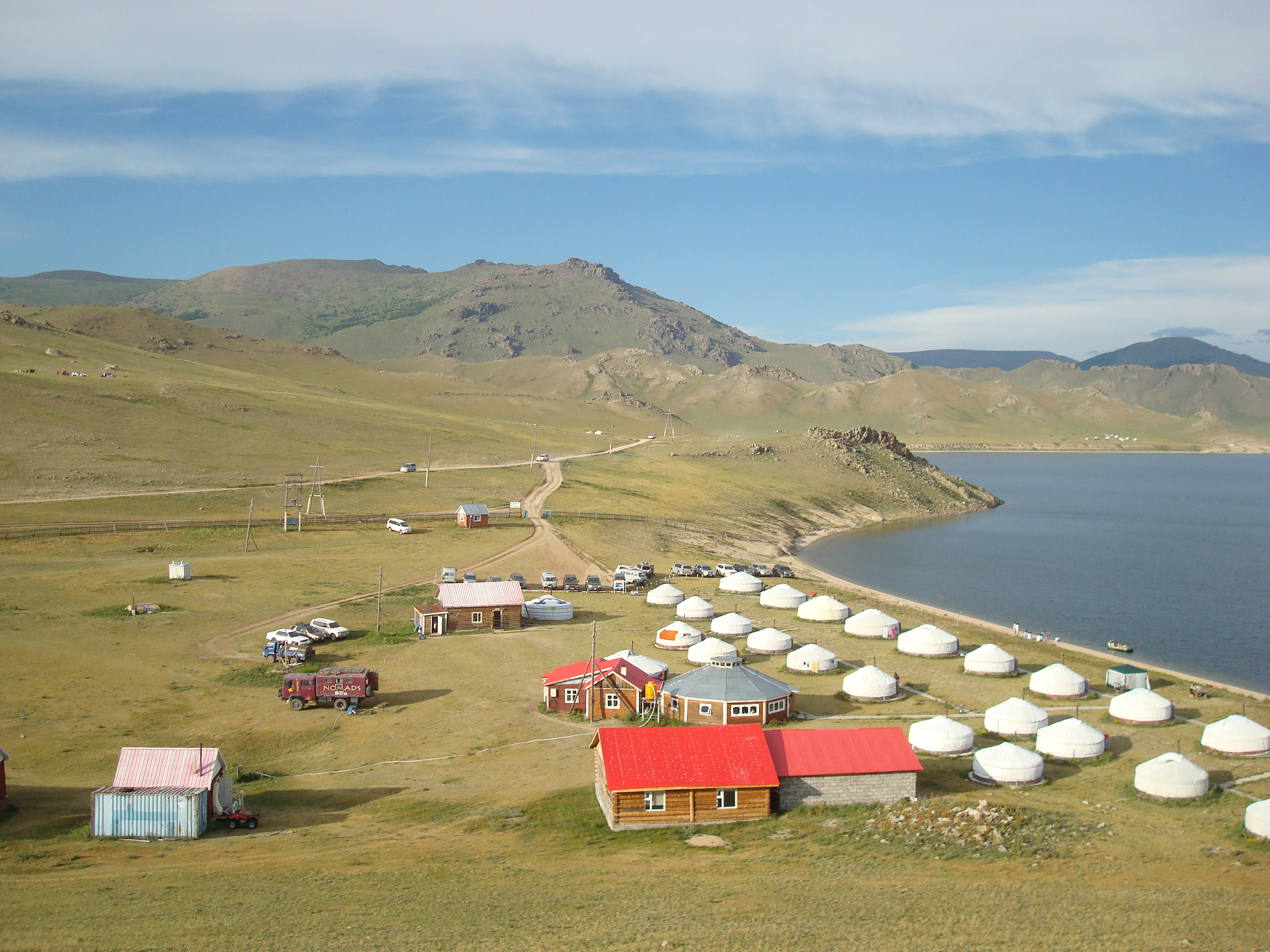